# (7024) 1992 PA4
A (7024) 1992 PA4 a Naprendszer kisbolygóövében található aszteroida. Henry E. Holt fedezte fel 1992. augusztus 2-án.